# Simning vid världsmästerskapen i simsport 2022 – Damernas 100 meter fjärilsim
Damernas 100 meter fjärilsim vid världsmästerskapen i simsport 2022 avgjordes mellan den 18 och 19 juni 2022 i Donau Arena i Budapest i Ungern.
Amerikanska Torri Huske tog guldet efter ett lopp på 55,64 sekunder, vilket var en förbättring med två hundradelar av hennes eget amerikanska rekord. Franska Marie Wattel tog silver och kinesiska Zhang Yufei tog brons, medan svenska Louise Hansson slutade fyra; sju hundradelar från en pallplats.

## Rekord
Inför tävlingens start fanns följande världs- och mästerskapsrekord:
|                   | Namn           | Nation  | Tid   | Ort                       | Datum          |
| ----------------- | -------------- | ------- | ----- | ------------------------- | -------------- |
| Världsrekord      | Sarah Sjöström | Sverige | 55,48 | Rio de Janeiro, Brasilien | 7 augusti 2016 |
| Mästerskapsrekord | Sarah Sjöström | Sverige | 55,53 | Budapest, Ungern          | 24 juli 2017   |

## Resultat

### Försöksheat
Försöksheaten startade den 18 juni klockan 09:44.
| Placering | Heat | Bana | Namn              | Nationalitet            | Tid           | Noteringar    |
| --------- | ---- | ---- | ----------------- | ----------------------- | ------------- | ------------- |
| 1         | 3    | 4    | Torri Huske       | USA                     | 56,82         | 0Q0           |
| 2         | 2    | 4    | Marie Wattel      | Frankrike               | 57,21         | 0Q0           |
| 3         | 4    | 4    | Zhang Yufei       | Kina                    | 57,37         | 0Q0           |
| 4         | 3    | 5    | Claire Curzan     | USA                     | 57,48         | 0Q0           |
| 5         | 4    | 5    | Louise Hansson    | Sverige                 | 57,53         | 0Q0           |
| 6         | 3    | 6    | Farida Osman      | Egypten                 | 57,76         | 0Q0           |
| 7         | 2    | 5    | Brianna Throssell | Australien              | 57,85         | 0Q0           |
| 8         | 2    | 7    | Giovanna Diamante | Brasilien               | 57,87         | 0Q0           |
| 9         | 2    | 3    | Elena Di Liddo    | Italien                 | 57,97         | 0Q0           |
| 10        | 4    | 6    | Katerine Savard   | Kanada                  | 58,22         | 0Q0           |
| 11        | 4    | 7    | Angelina Köhler   | Tyskland                | 58,44         | 0Q0           |
| 12        | 2    | 6    | Rebecca Smith     | Kanada                  | 58,65         | 0Q0           |
| 13        | 3    | 3    | Lana Pudar        | Bosnien och Hercegovina | 58,90         | 0Q0           |
| 14        | 4    | 3    | Anna Ntountounaki | Grekland                | 59,13         | 0Q0           |
| 15        | 4    | 1    | Quah Jing Wen     | Singapore               | 59,29         | 0Q0           |
| 16        | 4    | 2    | Laura Stephens    | Storbritannien          | 59.,46        | 0Q0           |
| 17        | 3    | 1    | María José Mata   | Mexiko                  | 59,58         |               |
| 18        | 4    | 8    | Tamara Potocká    | Slovakien               | 1.00,12       |               |
| 19        | 3    | 8    | Olivia Borg       | Samoa                   | 1.01,19       |               |
| 20        | 2    | 1    | Luana Alonso      | Paraguay                | 1.01,25       |               |
| 21        | 2    | 8    | Jasmine Alkhaldi  | Filippinerna            | 1.01,34       |               |
| 22        | 2    | 0    | Julimar Ávila     | Honduras                | 1.02,20       |               |
| 23        | 4    | 0    | Lê Thị Mỹ Lệ      | Vietnam                 | 1.02,48       |               |
| 24        | 3    | 0    | Isabella Alas     | El Salvador             | 1.02,83       |               |
| 25        | 2    | 9    | Lucero Mejía      | Guatemala               | 1.04,98       |               |
| 26        | 4    | 9    | Lia Ana Lima      | Angola                  | 1.06,51       |               |
| 27        | 3    | 9    | Aniqah Gaffoor    | Sri Lanka               | 1.07,79       |               |
| 28        | 1    | 4    | Hayley Hoy        | Swaziland               | 1.10,15       |               |
| 29        | 1    | 6    | Mia Lee           | Guam                    | 1.13,32       |               |
| 30        | 1    | 5    | Charissa Panuve   | Tonga                   | 1.15,01       |               |
| 31        | 1    | 3    | Daniella Nafal    | Palestina               | 1.18,67       |               |
| –         | 2    | 2    | Kim Seo-yeong     | Sydkorea                | Startade inte | Startade inte |
| –         | 3    | 2    | Maria Ugolkova    | Schweiz                 | Startade inte | Startade inte |
| –         | 3    | 7    | Dalma Sebestyén   | Ungern                  | Startade inte | Startade inte |

### Semifinaler
Semifinalerna startade den 18 juni klockan 18:13.

#### Semifinal 1
| Placering | Bana | Namn              | Nationalitet   | Tid   | Noteringar |
| --------- | ---- | ----------------- | -------------- | ----- | ---------- |
| 1         | 4    | Marie Wattel      | Frankrike      | 56,80 | 0Q0        |
| 2         | 5    | Claire Curzan     | USA            | 56,93 | 0Q0        |
| 3         | 3    | Farida Osman      | Egypten        | 57,91 | 0Q0        |
| 4         | 1    | Anna Ntountounaki | Grekland       | 57,93 |            |
| 5         | 6    | Giovanna Diamante | Brasilien      | 57,94 |            |
| 6         | 2    | Katerine Savard   | Kanada         | 57,98 |            |
| 7         | 7    | Rebecca Smith     | Kanada         | 58,15 |            |
| 8         | 8    | Laura Stephens    | Storbritannien | 58,71 |            |

#### Semifinal 2
| Placering | Bana | Namn              | Nationalitet            | Tid   | Noteringar |
| --------- | ---- | ----------------- | ----------------------- | ----- | ---------- |
| 1         | 4    | Torri Huske       | USA                     | 56,29 | 0Q0        |
| 2         | 6    | Brianna Throssell | Australien              | 56,96 | 0Q0        |
| 3         | 3    | Louise Hansson    | Sverige                 | 56,97 | 0Q0        |
| 4         | 5    | Zhang Yufei       | Kina                    | 57,03 | 0Q0        |
| 5         | 1    | Lana Pudar        | Bosnien och Hercegovina | 57,67 | 0Q0        |
| 6         | 2    | Elena Di Liddo    | Italien                 | 58,44 |            |
| 7         | 7    | Angelina Köhler   | Tyskland                | 58,46 |            |
| 8         | 8    | Quah Jing Wen     | Singapore               | 59,42 |            |

### Final
Finalen startade den 19 juni klockan 18:10.
| Placering | Bana | Namn              | Nationalitet            | Tid   | Noteringar |
| --------- | ---- | ----------------- | ----------------------- | ----- | ---------- |
| 1         | 4    | Torri Huske       | USA                     | 55,64 | 0NR0       |
| 2         | 5    | Marie Wattel      | Frankrike               | 56,14 |            |
| 3         | 7    | Zhang Yufei       | Kina                    | 56,41 |            |
| 4         | 2    | Louise Hansson    | Sverige                 | 56,48 |            |
| 5         | 3    | Claire Curzan     | USA                     | 56,74 |            |
| 6         | 6    | Brianna Throssell | Australien              | 56,98 |            |
| 7         | 8    | Farida Osman      | Egypten                 | 57,66 | 0AR0       |
| 8         | 1    | Lana Pudar        | Bosnien och Hercegovina | 58,44 |            |